# 都瓦乡
都瓦乡，是中华人民共和国西藏自治区昌都市边坝县下辖的一个乡镇级行政单位。

## 行政区划
都瓦乡下辖以下地区：
卡达村、达多村、加荣村、扎根村、郭龙村和瓦地村。